# Mokobeng
Mokobeng is een dorp in het district Central in Botswana. De plaats telt 2535 inwoners (2011).